# Джоанну, Джонни
Джо́нни Са́вас Джоа́нну (англ. Johnny Savas Joannou; 22 апреля 1940, Бруклин, Нью-Йорк, США — 6 мая 2016, Портсмут, Виргиния, США) — американский адвокат и политик-демократ, член Палаты делегатов (1976—1982, 1983—1984, 1998—2016) и Сената Виргинии (1984—1992). Был членом Ассоциации адвокатов Виргинии и Американо-греческого прогрессивного просветительского союза (AHEPA).

## Биография
Родился в семье греков Саваса «Томми» и Бесси Иоанну (впоследствии — Джоанну), иммигрировавших в США в 1930-х годах. Его отец, родом с Кипра, работал поваром, параллельно изучая английский язык. Мать родилась в Греции.
В 1945 году семья Джоанну переехала в Портсмут (Виргиния), где Джонни вырос и окончил среднюю школу имени Вудро Вильсона.
В 1946 году Джоанну приобрели ресторан «Sportsman», переименовав его в «The Normandy».
Окончил Политехнический университет Виргинии со степенью бакалавра государственного управления (1962) и юридический факультет Университета Ричмонда со степенью бакалавра права (1969).
В 1969 году занялся частной адвокатской практикой, в том числе с 1992 года работая в юридической фирме «Joannou & Associates» (Joannou, Knowles & Associates).
С 1970 года начал активно участвовать в деятельности Демократической партии США.
В 1975 году избран в Палату делегатов Виргинии.
В 2012 году штат Виргиния принял резолюцию HR 35 в поддержку религиозной свободы для Вселенского Патриархата Константинополя, внесённую в Палату делегатов Виргинии Джонни Джоанну и Маноли Лупасси. В резолюции, являющейся частью инициированного в 2006 году Орденом святого апостола Андрея проекта «Religious Freedom Resolutions», содержится призыв к правительству Турции уважать религиозные свободы и права греческого православного меньшинства в преимущественно мусульманской стране после десятилетий юридических споров, конфискации имущества и закрытия в 1971 году единственной православной духовной семинарии в Турции — Халкинской богословской школы.
Умер 6 мая 2016 от рака лёгкого на 76 году жизни.

## Личная жизнь
С 1967 года был женат на Крис Колантис, в браке с которой имел дочь Стефани.
Являлся прихожанином греческой православной церкви.